# 默兹河畔博尼站
默兹河畔博尼站，又译"博尼-默兹站"，是法国的一个铁路车站，位于法国东北部市镇默兹河畔博尼。

## 位置
默兹河畔博尼站位于默兹河畔博尼城区的北部，默兹河右岸。车站大致呈东南-西北走向，开口朝西南。

## 车站概况
默兹河畔博尼站是一个小型的乘降所，没有任何售票服务，仅有一台自动售票机，可出售有效期为7天的TER列车车票。

## 车站历史
默兹河畔博尼站最初名叫"布洛-勒弗雷济站"（Gare de Braux-Levrezy），因地处布洛（Braux）市镇的勒弗雷济（Levrezy）街区而得名。1967年，布洛与周边多个市镇合并组建了"默兹河畔博尼"（Bogny-sur-Meuse），1969年，车站改为现名并使用至今。

## 停靠线路
以下列车线路在默兹河畔博尼站停靠：
| 默兹河畔博尼站列车线路表 |              |                         |          |              |
| 线路                     | 车种         | 上一站                  | 下一站   | 大致运行频率 |
| 沙勒维尔-梅济耶尔—济韦   | 法国大区列车 | 努宗维勒/默兹河畔茹瓦尼 | 蒙泰尔梅 | 每天7~14趟   |
| 1.                       |              |                         |          |              |

## 大巴车
默兹河畔博尼站对应的大巴车上下车地点位于车站前方的空地上。当某条铁路线施工或罢工时，SNCF会提供途径该线路沿途站点的大巴车。

## 市内交通
默兹河畔博尼站暂无城市公共交通服务。

## 临近车站
| 默兹河畔博尼站（Gare de Bogny-sur-Meuse） |                  |            |
| 上行车站                                  | 线路             | 下行车站   |
| 默兹河畔茹瓦尼站                          | 苏瓦松－济韦铁路 | 蒙泰尔梅站 |
| - 本表仅显示运营中的线路及车站            |                  |            |